# Médipôle de Koutio
Das Médipôle de Koutio in Dumbéa ist der größte und modernste Krankenhauskomplex im französischen Überseegebiet Neukaledonien.

## Beschreibung

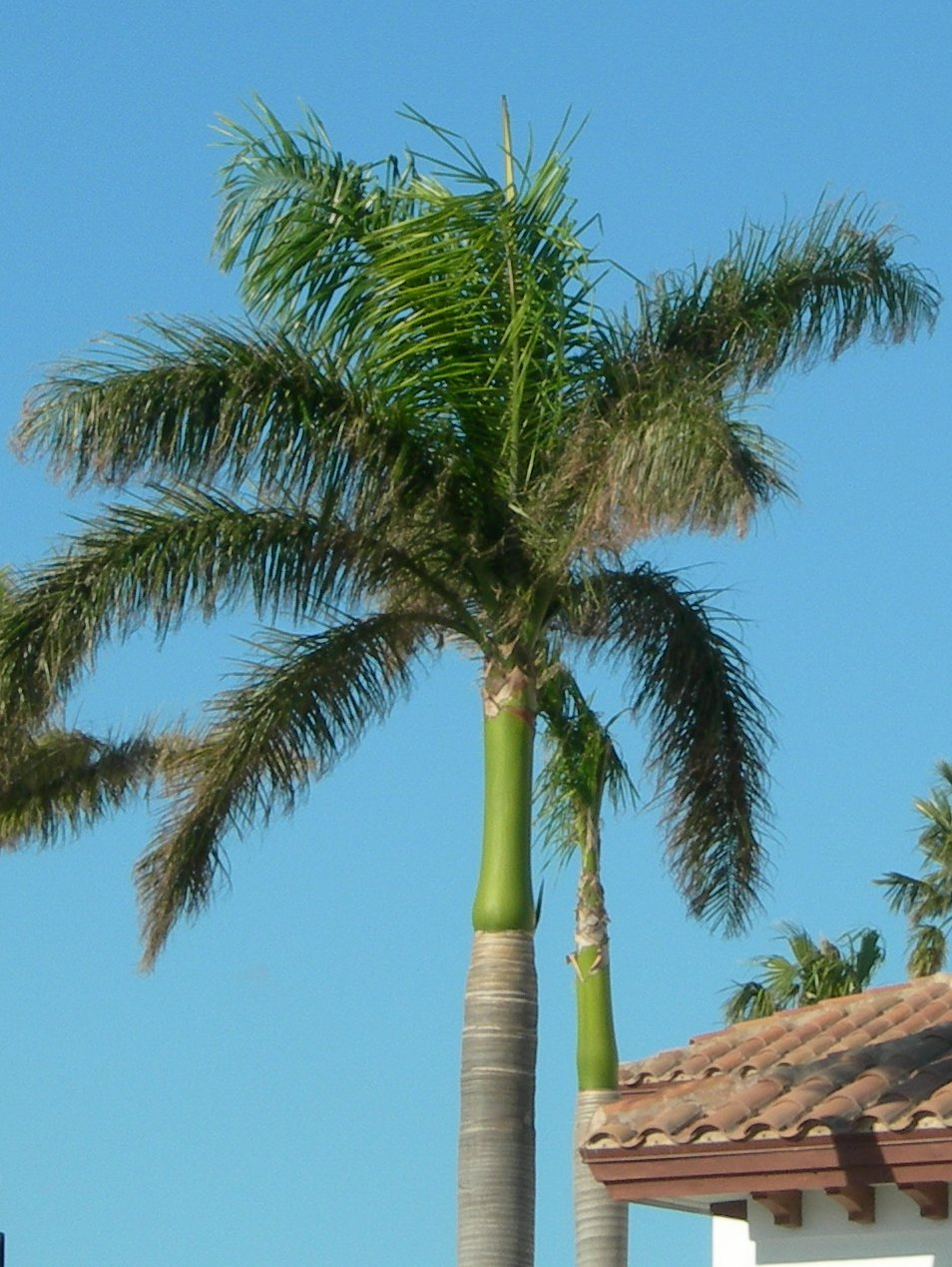

Das staatliche Médipôle liegt an einer Lagune im Ortsteil Koutio von Dumbéa, einem Vorort der Hauptstadt Nouméa. Es wurde auf einem 20 Hektar großen Gelände errichtet und vereinigt mehrere zuvor auf verschiedenen Standorten verteilte Krankenhauseinrichtungen, einschließlich des Institut Pasteur von Neukaledonien. Auf einer Fläche von 82 000 m² auf bis zu fünf Ebenen umfasst es einen medizinischen Bereich mit 12 Operationssälen, 450 Zimmern und 650 Betten. Rund 80 % der Zimmer verfügen über Meerblick. Seine Jahreskapazität beträgt 60 000 Notfallaufnahmen, 40 000 Hospitalisierungen und 58 000 medizinische Konsultationen. Es verfügt über ein neues Strahlentherapiezentrum, was Krebspatienten erstmals eine derartige Behandlung in Neukaledonien ermöglicht, die dafür zuvor nach Australien gebracht werden mussten. Es werden nun auch jährlich bis zu 400 Patienten aus Tahiti für die Krebstherapie eingeflogen. Das 6000 m² große Physiotherapiezentrum ist mit einem therapeutischen Schwimmbad ausgerüstet.
Der aus verschiedenen Blöcken bestehende Komplex ist um einen zentralen Garten angelegt, der die Vielfalt der endemischen Vegetation widerspiegelt. Der Gebäudekomplex wurde so konzipiert, dass eine natürliche Ventilation durch den Passat ermöglicht wird. Der Vorplatz mit seinen Königspalmen aus Kuba soll an einen Strand erinnern. Die 1750 m² große, geschwungene  Eingangshalle enthält neben einer Cafeteria u. a. eine ökumenische Kapelle. Die Größe der Halle erlaubt die Bündelung einer massiven Anzahl von Verletzten in einem Katastrophenfall. Das Logistikzentrum umfasst 10 000 m². Das Médipôle wurde vom französischen Krankenhausarchitekt Michel Beauvais entworfen und vom Bauunternehmen Vinci für 50 Milliarden CFP-Francs errichtet. Nach dem in Frankreich geltenden Kunst-am-Bau-Gesetz wird 1 % der Investitionssumme dem Erwerb von Kunst für den Innen- und Außenbereich gewidmet. Es wurde nach vier Jahren Bauzeit im Januar 2016 fertiggestellt und war das größte öffentliche Bauvorhaben in der Geschichte von Neukaledonien.
Nach den Unruhen von 2024 verließ auch immer mehr qualifiziertes medizinisches Personal das Territorium. Allein zwischen dem Ausbruch der Gewaltausschreitungen Mitte Mai bis Ende Juli verlor das Médipôle 40 Ärzte und 60 Krankenschwestern/-pfleger und zahlreiche Betten in verschiedenen Abteilungen mussten geschlossen werden. Durch eine Kooperation mit dem Universitätsklinikum CHU Bordeaux sollen die Personallücken längerfristig geschlossen werden.
Koordinaten: 22° 12′ 35,2″ S, 166° 27′ 4,7″ O